# 紐尼·沙軒
紐尼·沙軒（土耳其語：Nuri Şahin，土耳其語發音：[nuˈɾi ˈʃahin]，1988年9月5日—）是德國出生的前土耳其職業足球員，司職中場，曾效力德甲球隊多蒙特、西甲球隊皇馬及英超球隊利物浦。曾在德国足球甲級聯賽俱樂部多特蒙德擔任總教練。他曾長期效力於土耳其國家足球隊。

## 球員生涯
紐尼·沙軒曾是歐洲球壇所期待的新星之一，土耳其的球探迪堅（Tekin）提到：「我們首次留意到紐尼·沙軒是他14歲的時候，當時他代表多蒙特C隊參與一個小型比賽。」2005年8月6日，年僅16歲零334日就首次在德甲賽事亮相，創下德甲最年輕上陣紀錄(記錄在2020年11月21日被穆科科打破)。同年11月25日對紐倫堡，取得個人首個德甲入球，成為德甲歷來最年輕入球者。
2007-08年度球季，紐尼·沙軒被外借到荷蘭球隊一個球季。教練伯特·范马尔维克原來想讓紐尼·沙軒先休息一個月，但這位精力充沛的小朋友卻已經急不及待，希望立即開始訓練，最後教練在取捨後決定將他的假期改為兩個星期。他全季上陣29場，為取得6個入球。
2010-11年度球季，紐尼·沙軒協助多蒙特，贏得德甲冠軍。由於表現突出，紐尼·沙軒在球季結束前，已經獲得多支大球會垂青。
西班牙《馬卡報》於2011年5月3日率先披露，紐尼·沙軒將會西甲勁旅皇家馬德里的消息。到了2011年5月9日，多蒙特正式宣布，紐尼·沙軒以1,000萬歐元轉會費加盟皇家馬德里，簽署6年合約，年薪為250萬歐元。但由於沙軒在皇家馬德里中場位置的競爭力明顯不如阿朗素、基迪拉、迪亞拉和奧斯爾等，故很少上場機會，所以沙軒要求外借。
2012年8月25日，沙軒被皇家馬德里借至英超豪門利物浦一季，並穿上4號球衣。雖然沙軒於英超上半季替利物浦上陣12場取得3個入球，但利物浦仍提早取消借用。
2013年1月11日，德甲球會多蒙特宣佈從皇家馬德里租借沙軒，但沒有透露期限。

## 國家隊
紐尼·沙軒獲選代表土耳其參加2005年在義大利舉行的歐洲少年足球錦標賽時，他已經是土耳其之中表現最突出的一位，尤其在小組賽的第二、第三場賽事，在他的策動之下，土耳其三比二戰勝英格蘭以及大勝白俄羅斯5:1，小組排於主辦國義大利之後第二名出線，準決賽三比一擊敗克羅地亞後，再於決賽2:0挫敗荷蘭，獲得世少盃參賽資格，紐尼·沙軒獲選為賽事最佳球員。
同年在秘魯舉行的世少盃，他再成功幫助土耳其打入四強，分組賽三戰全勝首名出線，八強5:1擊敗中國，可惜準決賽半場落後0:3力追僅敗3:4給巴西，已洩氣的土耳其在季軍戰1:2負於腳下敗將荷蘭。但紐尼·沙軒個人卻成為了賽事最佳球員的第三名，以及射手榜的第二名（入四球）。
2005年10月8日紐尼·沙軒在土耳其對德國的友誼賽中，以後備身分於86分鐘上陣，但出場只是3分鐘，他便已經射入了他在國家隊的首個入球，並幫助球隊以2:1擊敗這支2006年世界盃的主辦國，取代安利（Emre Belözoğlu）成為土耳其最年輕的大國腳，並成為土耳其最年輕的國際賽入球者。

## 個人榮譽
- 歐洲少年足球錦標賽最佳球員 一次（2005年）

## 外部連結
- 個人網站 （页面存档备份，存于）（德文）
- Soccerway資料庫：紐尼·沙軒